# Oak Bay (ort)
Oak Bay är en ort i Kanada.   Den ligger i provinsen British Columbia, i den södra delen av landet, 3 600 km väster om huvudstaden Ottawa. Oak Bay ligger 45 meter över havet och antalet invånare är 18 015.
Terrängen runt Oak Bay är platt. Havet är nära Oak Bay österut.Trakten är tätbefolkad. Närmaste större samhälle är Victoria, 5,2 km väster om Oak Bay. 